# پریان نوک‌باریک

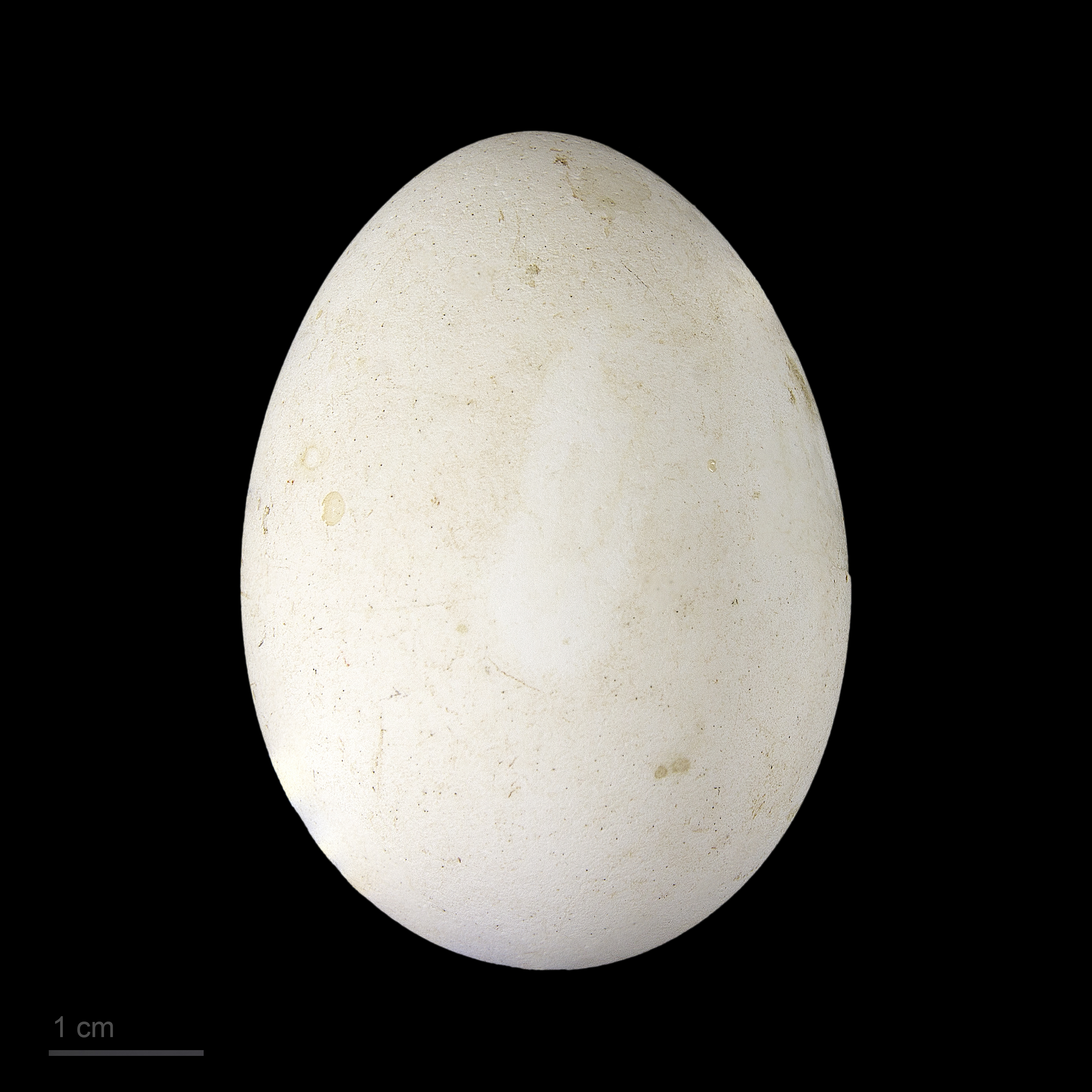
Pachyptila belcheri

پریان نوک‌باریک (نام علمی: Pachyptila belcheri) نام یک گونه از سرده پریان است.